# Diadegma aegyptiacum
Diadegma aegyptiacum är en stekelart som beskrevs av Horstmann 1993. Diadegma aegyptiacum ingår i släktet Diadegma och familjen brokparasitsteklar. Inga underarter finns listade i Catalogue of Life.